# Kidsvolley
Kidsvolley är en spelform inom volleybollfamiljen som har skapats i Danmark 2001 och introducerades i Sverige 2006. Spelet är anpassat för barn i åldern 6 till 9 år. Kidsvolley spelas på 4 olika nivåer; Level 1, 2 och 3 (svårast) där det är kunskap mer än ålder som avgör i vilken nivå man spelar. Level 4 är ett mellansteg mellan Kidsvolley och fyrmannavolleyboll som liknar volleybollens spelidé. Nästa utvecklingssteg därefter är level 5, 6 och 7 fyrmannavolleyboll. 
Tävlingsmomentet anpassas efter barnens villkor. "Fair Play" (rent spel) genomsyrar tävlingsidén och man tonar ner matchresultatet, tävlingarna spelas i första hand för att det ska vara kul, och förberedande för volleyboll/fyrmannavolleyboll (tidigare känt som Volley 2000). Kidsvolley spelas både i skolor och i klubbar, och enklare turneringar spelas ibland i samband med sammandrag (turnering i distrikt).

## Regler

### Kortfattade regler level 1-3[7]
- Fyra spelare på var sida om ett 2,00 m högt nät på en badmintonplan (ytterlinjen).
- Avsikten är att kasta bollen över nätet så att motståndarna inte kan fånga den.
- Bollduellen börjas med underarmsserve från valfri position (kast i level 1).
- Bollen får hållas, passas till medspelare (i level 1), men man får inte gå med bollen.
- Om man inte får över bollen eller kastar ut den utanför plan, måste den felande spelaren lämna plan.
- Om man lyckas fånga en(level 1) eller tre(level 2) inkommande boll(ar) får en "förlorad" spelare får komma tillbaka.
- I level 3 fångas bollen och kastas tillbaka med baggerkast, fingerslagskast eller smashkast (detta räddar inga brända medspelare i level 3). Alternativt görs ett slag med bagger, fingerslag eller smash till en medspelare som tar emot och kastar över bollen, vilket befriar en förlorad spelare.
- Nätberöring och övertramp som inte stör spelet är tillåtna.
När bollen kastats/slagits över nätet, roterar laget ett steg medsols.
- Kidsvolley spelas på tid där en match kan vara 10 minuter.

### Poängräkning
Det lag som lyckats få bort samtliga motspelare får en poäng i level 1 och 2 men tre poäng i level 3.
I level 3 kan man även samla poäng om laget är fulltaligt samt att ett slag görs och fångas av medspelare.

### Kortfattade regler level 4 fyrmannavolleyboll[8]
Level 4 liknar fyrmannavolleyboll med skillnaden att man får kasta bollen på andraslaget samt att bollen måste gå tre gånger inom laget. Level 4 spelas på en badminton plan alternativt en riktigt volleybollplan med näthöjd 200cm precis som i fyrmannavolleyboll. Matcher spelas antingen på tid eller i bäst av 1 eller 3 set. 